# فان بيرنهام
فـان بيرنهام (بالإنجليزية: Van Burnham)‏ هو كاتب أمريكي، ولد في 28 يونيو 1971 في رالي في الولايات المتحدة.